# 津軽鉄道DD350形ディーゼル機関車
津軽鉄道DD350形ディーゼル機関車（つがるてつどうDD350がたでぃーぜるきかんしゃ）は、1957年（昭和32年）と1959年（昭和34年）に各1両が製造された津軽鉄道のディーゼル機関車である。

## 概要
新潟鐵工所製の35 t標準機、DD350DSS型センターキャブの液体式ディーゼル機関車であり、茨城交通ケキ102、ケキ103と同系列、国鉄DD11形ディーゼル機関車と同クラスである。1957年（昭和32年）にDD351がDMH17BX機関2基搭載で製造された。1959年 （昭和34年）にはDD352が製造されたが、機関はL6FH14ASに変更され、出力も機関あたり180 PSから220 PSに変更された。両者ともロッド駆動式で、2013年（平成25年）3月末時点では、日本で車籍をもつロッド駆動式ディーゼル機関車は関東鉄道DD502とこの2両のみである。1988年（昭和63年）にDD351の機関がDMH17Cに、DD352の機関が6L13LSに更新されている。

## 車歴
| 車両番号 | 製造       | 機関換装  |
| -------- | ---------- | --------- |
| DD351    | 1957年12月 | 1988年2月 |
| DD352    | 1959年11月 | 1988年2月 |

## 運用

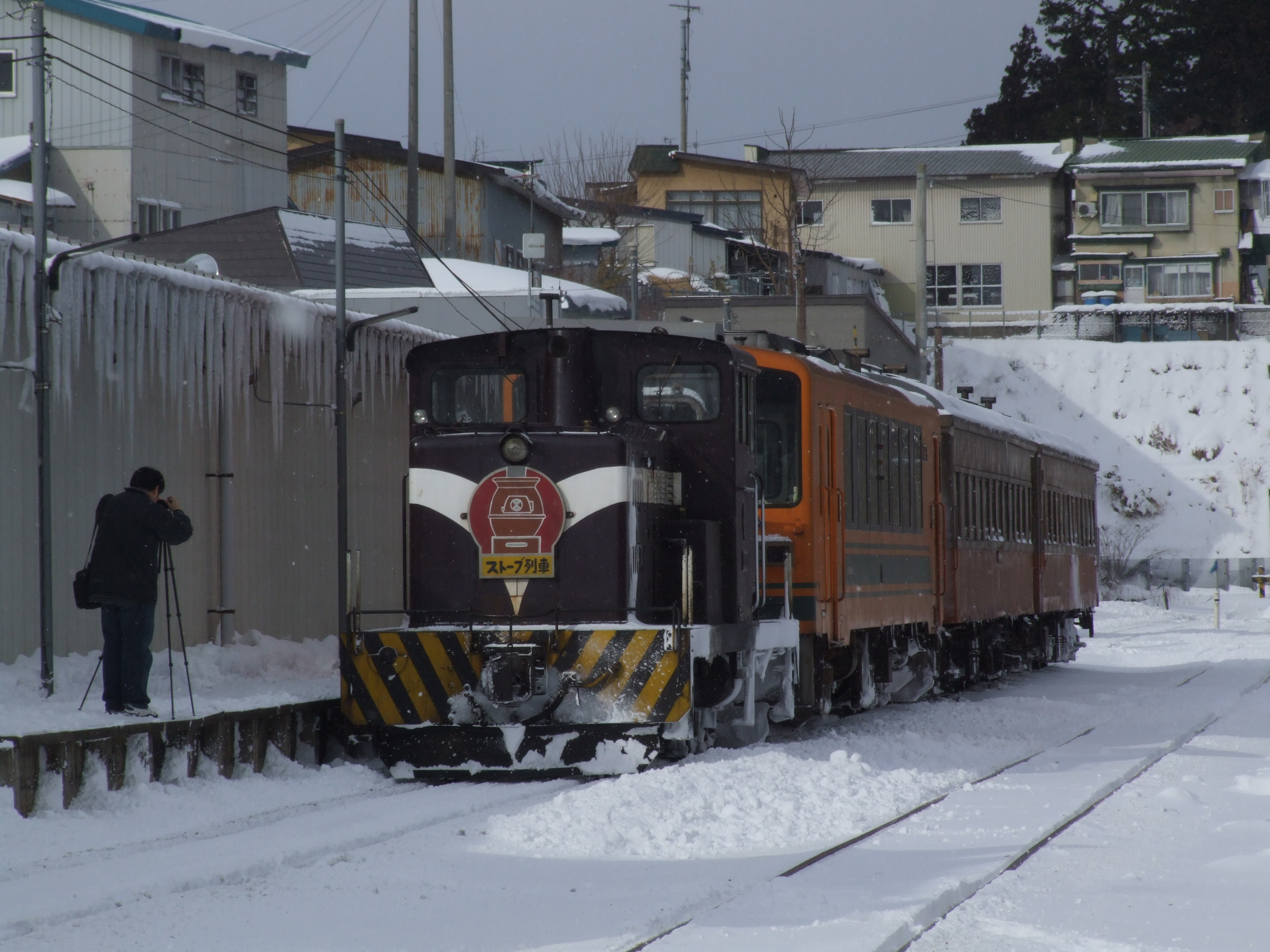
気動車併結で運転されるストーブ列車

津軽鉄道が貨物営業を行っていた時代は、DD352は主に旅客貨物混合列車用として、DD351は旅客列車用として使用された。DD350形には暖房用熱源の供給装置がないため、牽引される客車は冬季にストーブを備える。除雪列車にも使用される。1984年（昭和59年）の貨物列車廃止後は旅客列車のみを牽引しているが、2014年（平成26年）現在DD351は休車中であり、DD352が運用できない場合は気動車が客車を牽引する。2007年（平成19年）2月からストーブ列車には車両維持のためストーブ列車券が必要となったため、一般旅客のために気動車が併結されるようになっている。

### 書籍
- 加増和彦、池田光雄『日本の私鉄26 私鉄の機関車』保育社、1983年。ISBN 4-586-50604-0。
- 寺田 祐一『私鉄機関車30年』JTBパブリッシング、2005年。ISBN 4-533-06149-4。

### 雑誌記事
- 『鉄道ピクトリアル』通巻862号「【特集】東北のローカル私鉄」（2012年5月・電気車研究会）
  - 「北に鉄路あり」 pp. 1-8

- 『鉄道ピクトリアル』通巻891号「【特集】ディーゼル機関車」（2014年7月・電気車研究会）
  - 服部 朗宏「私鉄のディーゼル機関車 ここ10年の動き」 pp. 73-88